# W sieci (powieść Thomasa Pynchona)
W sieci (ang. Bleeding Edge) – powieść postmodernistyczna amerykańskiego pisarza Thomasa Pynchona opublikowana w 2013 roku.

## Fabuła
Akcja książki rozgrywa się w 2001 roku w Nowym Jorku. Główna bohaterka, audytorka finansowa  Maxine Tarnow, prowadzi śledztwo w sprawie firmy internetowej hashslingrz.com, podejrzanej o pranie brudnych pieniędzy. Ważnymi elementami powieści są cyberprzestrzeń i dark web jako źródła alternatywnych form organizacji społecznej.

## Odbiór
Po premierze w dniu 17 września 2013 roku książka znalazła się na liście bestsellerów „New York Timesa”, „Los Angeles Timesa” i National Public Radio (NPR). Otrzymała nominację do National Book Award (2013 rok). Powstały rozprawy naukowe poświęcone m.in. jej recepcji krytycznej, strukturze narracyjnej i intertekstualności; badacze analizowali wrażliwość post-postmodernistyczną Pynchona i zawarte w utworze przetworzenie literackie zamachów 11 września 2001 roku.

## Polskie wydanie książki
Polskie wydanie powieści zostało wydane w 2015 roku przez wydawnictwo Albatros w przekładzie Tomasza Wyżyńskiego.